# Jessica Williams
Jessica Jennifer Williams (Baltimore, Maryland, 17 de marzo de 1948 - 12 de marzo de 2022) fue una compositora y pianista estadounidense de jazz, considerada una de las principales pianistas de la escena actual."

## Historial
Comenzó a recibir clases de piano con cuatro años, y con siete estudió piano clásico en el Peabody Conservatory of Music. Se trasladó a Filadelfia(Pensilvania) siendo adolescente, y pronto comenzó a tocar en el quinteto de Philly Joe Jones, que había sido baterista de Miles Davis.
En 1977, se trasladó a San Francisco, California, donde tocó en diversas bandas, entre ellas las de Eddie Harris, Dexter Gordon, Tony Williams, y Stan Getz. También fue pianista habitual en Keystone Korner. realizó grabaciones para los sellos Candid, Fantasy, Timeless, Concord, Jazz Focus, Hep, y MaxJazz. Creó su propio sello en 1997, con el nombre de Red and Blue Recordings, donde publicó desde entonces su material. 
Recibió tres nominaciones a los Grammy, por los discos Nothin' But the Truth (1986)
y Live At Yoshi's, Vol. 1 (2004). Su álbum This Side Up (2002) alcanzó el puesto #24 en el Top Jazz Albums de Billboard. En los años 2004 y 2006, ha sido artista invitada en los "Mary Lou Williams Women in Jazz Festivals", que se celebran en el John F. Kennedy Center for the Performing Arts, en Washington D. C..

## Discografía (selección)
- 1976 Portal of Antrim — Adelphi
- 1978 Portraits — Adelphi
- 1979 Orgonomic Music — Clean Cuts
- 1980 Rivers of Memory — Clean Cuts
- 1982 Update — Clean Cuts
- 1986 Nothin' But the Truth — BlackHawk
- 1990 And Then, There's This — Timeless
- 1992 Live at Maybeck Recital Hall, Vol. 21 — Concord Jazz
- 1993 Next Step — Hep
- 1993 Arrival — Jazz Focus
- 1994 Momentum — Jazz Focus
- 1994 Song That I Heard — HEP
- 1994 In the Pocket — Hep
- 1994 Encounters — Jazz Focus
- 1995 Inventions — Jazz Focus
- 1995 Joy — Jazz Focus
- 1995 Intuition — Jazz Focus
- 1996 Gratitude — Candid
- 1996 Jessica's Blues — Jazz Focus
- 1996 Victoria Concert — Jazz Focus
- 1997 Higher Standards — Candid
- 1998 Encounters, Vol. 2 — Jazz Focus
- 1998 Joyful Sorrow: A Solo Tribute to Bill Evans — BlackHawk
- 1999 In the Key of Monk — Jazz Focus
- 1999 Ain't Misbehavin' — Candid
- 2000 Jazz in the Afternoon — Candid
- 2000 Blue Fire — Jazz Focus
- 2001 I Let a Song Go out of My Heart — Hep
- 2001 Some Ballads, Some Blues — Jazz Focus
- 2002 This Side Up — MAXJAZZ
- 2003 All Alone — MAXJAZZ
- 2004 Live At Yoshi's, Vol. 1 — MAXJAZZ
- 2004 The Real Deal — Hep Jazz
- 2005 Live at Yoshi's, Vol. 2 — MAXJAZZ
- 2006 Billy's Theme: A Tribute to Dr. Billy Taylor — Origin Arts
- 2008 Songs for a New Century — Origin Arts
- 2009 The Art of the Piano — Origin Arts
- 2010 Touch — Origin Arts
- 2011 Freedom Trane — Origin Arts
- 2012 Songs of earth - Origin Records
- 2014 With love - Origin Records